# 留岡夏子
留岡 夏子（とめおか なつこ、旧姓：森峰（もりみね）、1866年（慶応2年） - 1900年（明治33年）4月30日）は留岡幸助の前妻。社会福祉活動家。現在の岡山県出身。

## 経歴

### 生い立ち
1866年（慶應2年）、備中国川上郡下切村（のち、倉敷県川上郡下切村→深津県川上郡下切村→小田県川上郡下切村→岡山県川上郡玉川村、現・高梁市玉川町下切大成）の森峰定五郎と妻・むめの11番目の末っ子として誕生した。1879年（明治12年）養子・留岡幸助の嫁になるため、夏子が13歳のとき留岡金助の養女として引き取られた。同年、幸助が座敷牢に入れられているのを助け出し、幸助は四国の今治へ逃れた。その後、留岡家を出て夏子の実家に帰るが、再び高梁の須藤英江医師のもとへ奉公に出た。加えて、1881年（夏子15歳頃）、福西志計子のところにも手伝いに入り、後に順正女学校（現・岡山県立高梁高等学校）で学んだ。夏子がこの学校のために福西のもとで働いていた際に、石井十次の妻、石井品子が順正学校で学んでいた。品子は、夏子が熱心に働いていた様子を記憶していた。また、奉公先の須藤医師もキリスト教徒であったため、キリスト教に感化を受け1884年（明治17年）3月、18歳のとき、高梁教会でケリー牧師から洗礼を受けた。その後、神戸の女子伝導学校に進む。

### 洗礼後
神戸の学校を卒業し、夫の幸助のキリスト教伝道と社会事業を支えた。1891年（明治24年）幸助が北海道空知監獄の教誨師となった際に収監されていた好地由太郎を知る。 好地由太郎は18歳の時に強姦・放火・殺人の罪で捕まり、その後脱走を繰り返す問題児として北海道の空知集治監に送られていた。 監獄の中で聖書を知り、聖書読みたさに読み書きの勉強をし、同房で信仰告白を行ったが看守から迫害に合っていた。そのような時期に幸助が教誨師として就任、夏子とも出会った。 それまで聖書を一枚ずつ引き裂いてコヨリのようにして人目を避けて熟読したり、手のひらに指で書いては暗記するなどして苦心していたが、留岡幸助来任以来、キリスト教信仰を公にすることができるようになった。 とりわけ夏子は好地由太郎を可愛がり、臨終間際まで好地由太郎のことを心に留め、名を呼んだ。夏子没後、幸助より好地由太郎は後日知らされ感激した。 好地由太郎は1897年（明治30年）1月11日、英照皇太后（孝明天皇女御）崩御による特赦により出所。その後は巡回伝道師として活動した。

## 家族
幸助と夏子との子は6名（5男1女）であり、官僚で秋田県知事や北海道庁長官を務めた留岡幸男、教育家の留岡清男の実母である。